# IF Drott Pietarsaari
Idrottsföreningen Drott (IF Drott) is een Finse omnivereniging uit de plaats Jakobstad. De vereniging werd in 1921 opgericht, en omvat de sporten atletiek, bowlen, turnen en volleybal. Tot 1965 was ook voetbal een van de sportafdelingen.
Hoewel IF Drott geen grote (voetbal)club in Finland was, wist het in 1957 toch de Finse beker te winnen door middel van een 2-1 (na verlenging) overwinning op KTP Kuopio.
Nadat IF Drott in 1965 de voetbalafdeling beëindigde, besloten de voetbalfans van de plaatselijke metaalindustriebedrijven Jakobstads rostfria (Jaro) tot de oprichting van FF Jaro op 18 december 1965.

## Erelijst
- Beker van Finland

1957